# Silvia Ruffini
Silvia Ruffini, född 1475, död 1561, var en italiensk adelskvinna. Hon var älskarinna till påven Paulus III (påven 1534-1549), med vilken hon fick fyra barn. 
Hon levde i en villa i Bolsena och förhållandet hölls hemligt under Paulus regeringstid. 